# Cargola de roca
La cargola de roca o cargola de codina (Erodium foetidum) és una petita planta rupícola de la família de les geraniàcies que creix a les carenes i turons desprotegits. Creix formant coixinets que la protegeixen de les inclemències meteorològiques a les quals està exposada en el seu hàbitat.
És una planta vivaç essencialment calcícola, creix sobre les codines de carenes i vessants exposats al sol i on la vegetació és escassa.
L'ecologia d'aquestes espècies que ocupen la part culminal de les muntanyes afavoreix que evolucionin separadament i que cada població aïllada adquireixi alguns caràcters diferencials. La importància que es doni a aquestes petites diferències fa que es pugui subdividir en diverses subespècies més o menys endèmiques, per exemple la subespècie crispum és endèmica dels Pirineus Orientals, la subespècie rupestre ho és de la Serralada Prelitoral i alguns punts del Prepirineu, i la subespècie glandulosum es troba als Pirineus i a Sant Llorenç del Munt.
A Catalunya, per la seva raresa, les subespècies celtibericum i lucidum es troben catalogades com a vulnerables i la subespècie crispum com a tàxon en perill pel Decret 172/2008, de 26 d’agost de la Generalitat, mitjançant el qual es va crear el Catàleg de flora amenaçada de Catalunya.
Floreix a la primavera i l'estiu, la pol·linització es fa gràcies als insectes i la disseminació de les llavors es fa amb la col·laboració dels animals. La flor presenta 5 pètals de color blanc, rosat o violaci amb venes porpres. Algunes de les subespècies poden tenir taques fosques en alguns dels pètals. El fruit és una càpsula (esquizocarp) formada per cinc mericarps (parts que se separen en arribar a la maduresa i que contenen una única llavor).

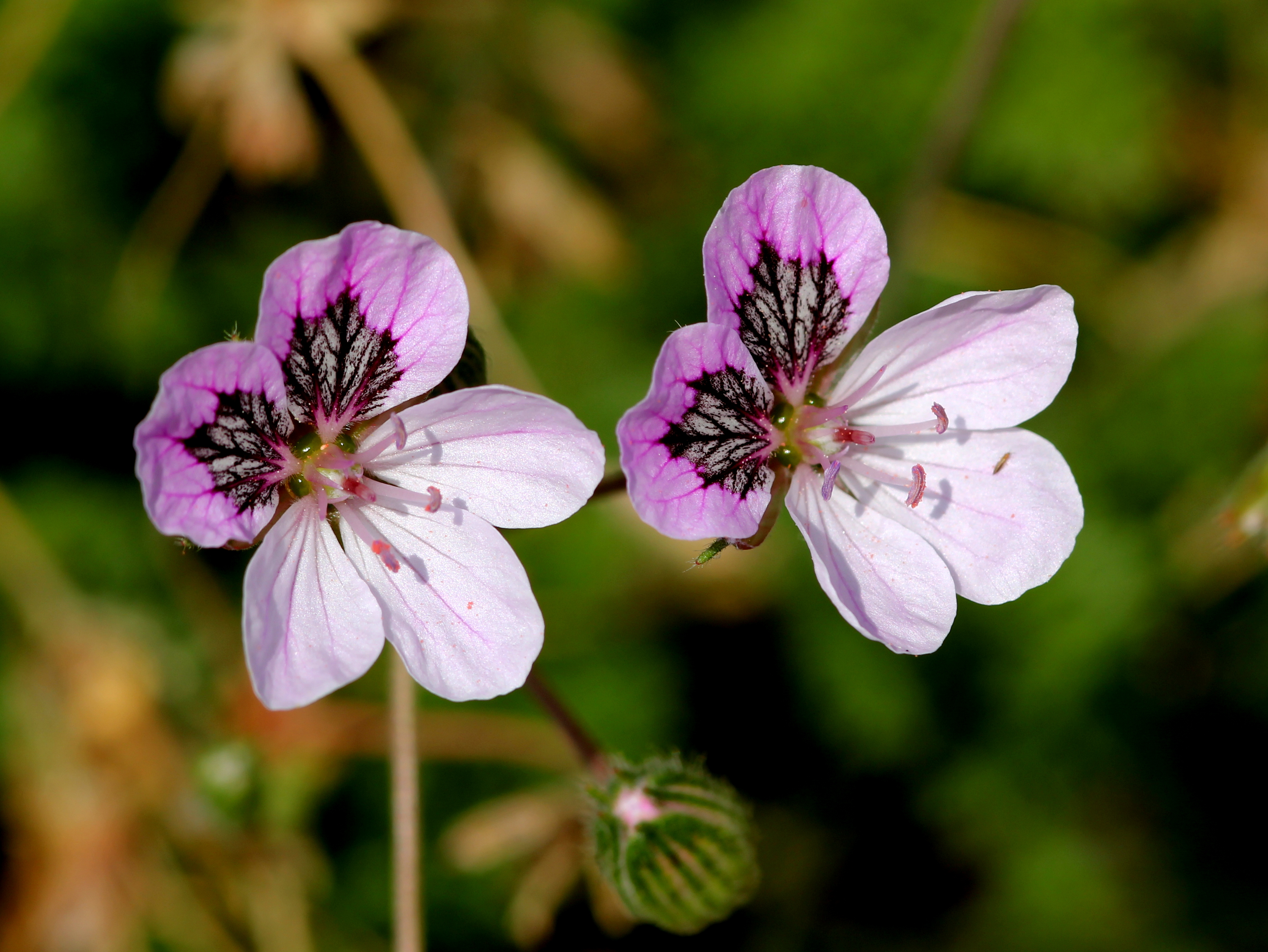
E.glandulosum, amb els pètals superiors tacats.
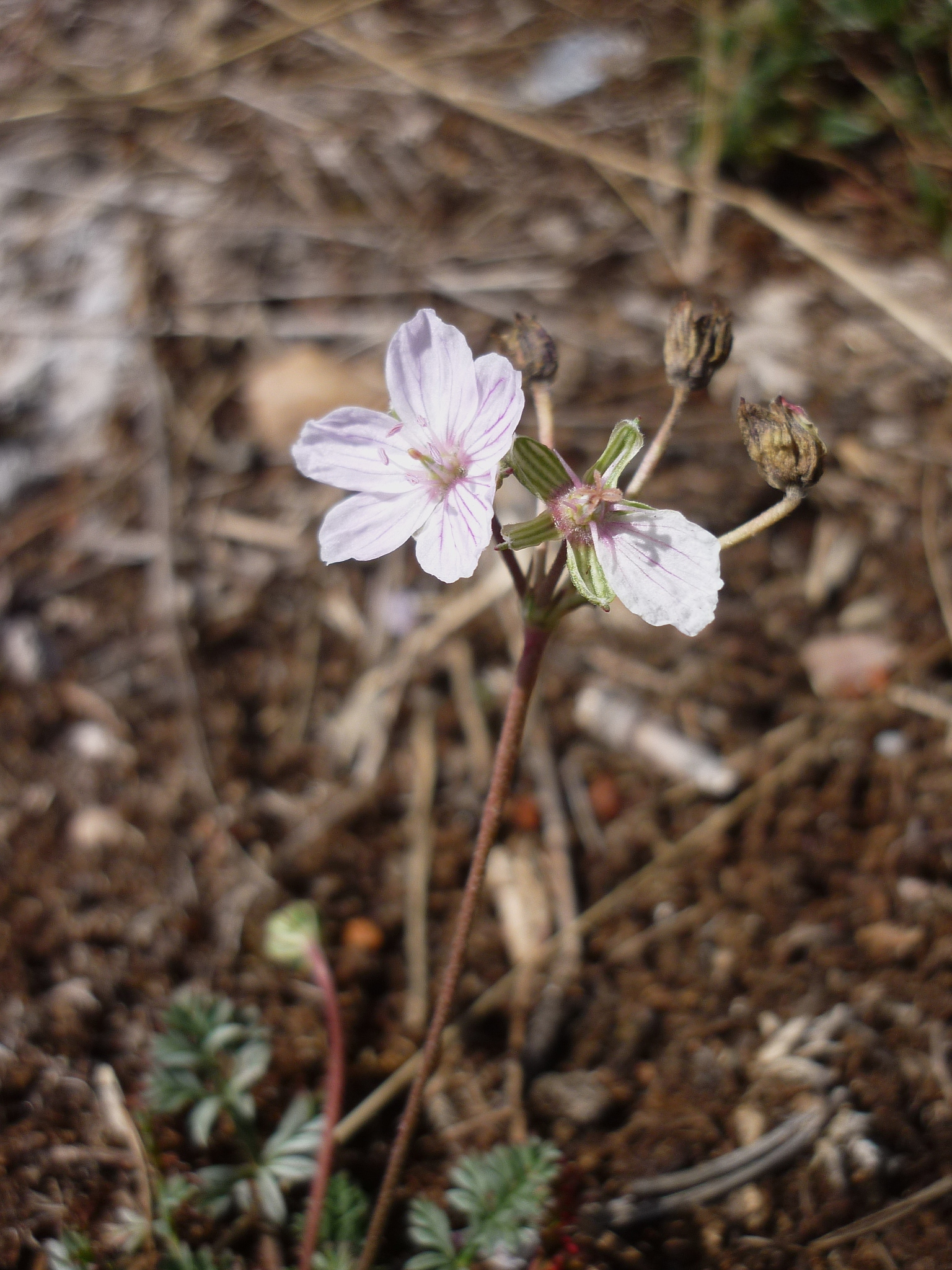
Segurament E.rupestre, amp pètals iguals no tacats (serra de Busa. Solsonès)
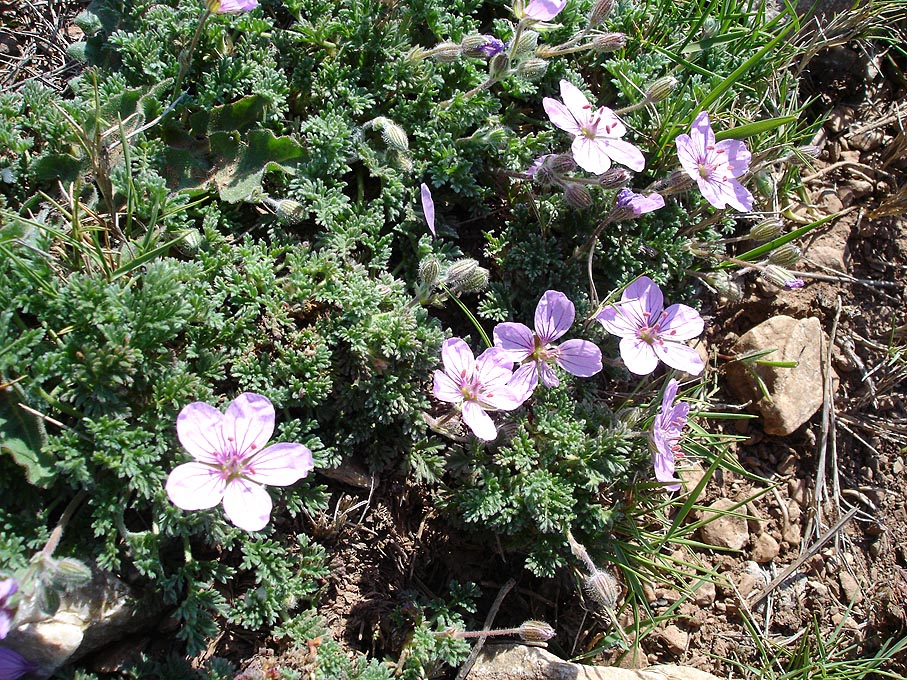
Possiblement E.f.crispum, amb flors groses, (Rosselló).
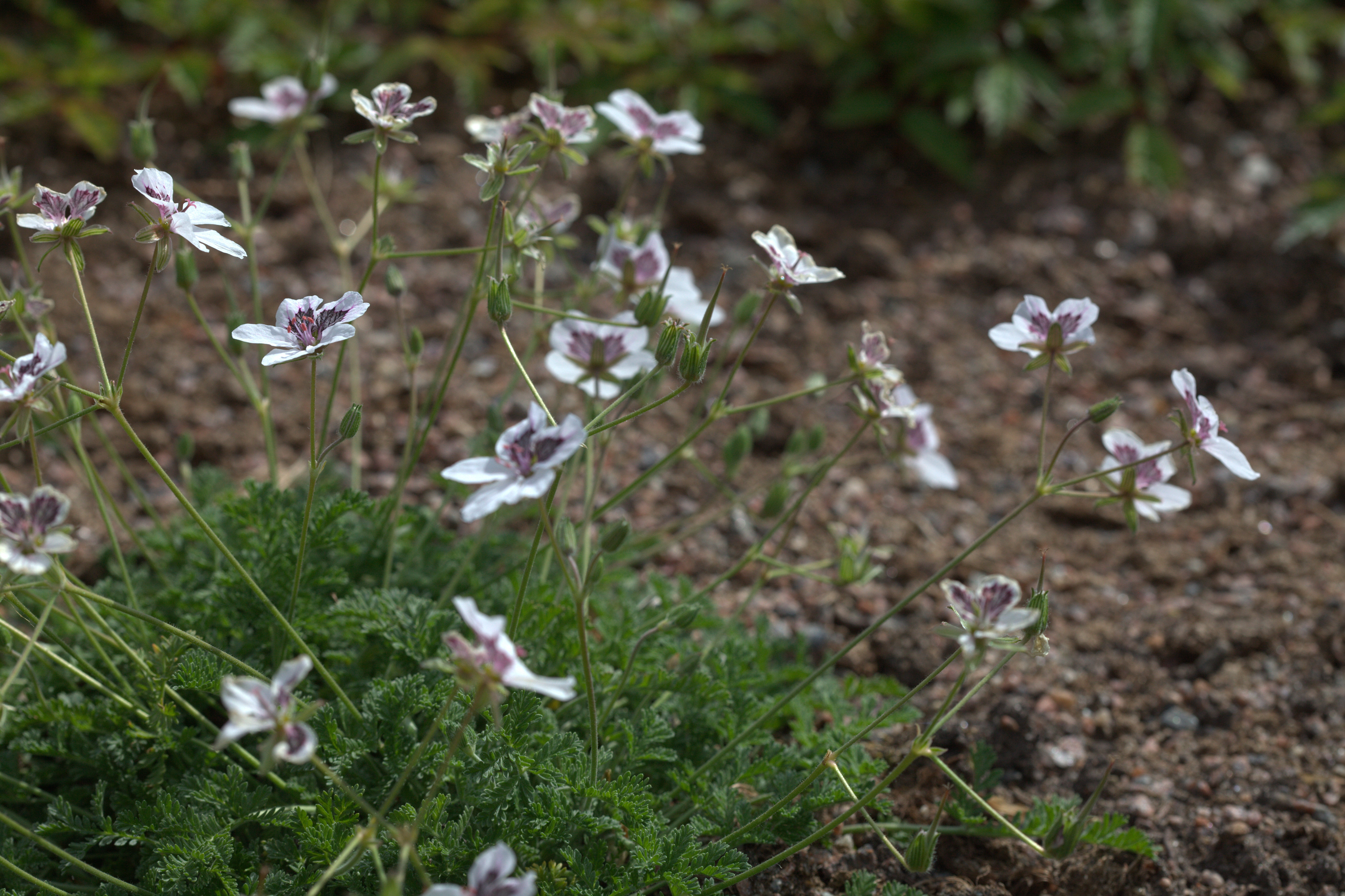
E.cheilanthifolium, espècie d'Andalusia, foto d'un jardí botànic.

## Subespècies
Tenint en compte les diferències esmentades entre les poblacions aïllades s'ha proposat separar aquestes poblacions en diverses supespècies. Altres autors consideren que són prou grans per proposar espècies diferents, però opinen que les subespècies rupestre i lucidum són la mateixa cosa. També hi ha qui opina que la subespècie lucidum pot ser una espècie diferent. No hi ha un criteri ben establert per decidir quins d'aquests tàxons tenen major o menor entitat.
- Erodium foetidum antariense: és un tàxon del Magrib
- Erodium foetidum celtibericum: muntanyes Catalanídiques de Cat. i P.Val.(=E.celtibericum Pau)
- Erodium foetidum cheilanthifolium: viu a muntanyes d'Andalusia (=E.cheilanthifolium Boiss)
- Erodium foetidum crispum: Cap de Creus i Rosselló (=E.foetidum (L.) L'Hér.)
- Erodium foetidum glandulosum: Pirineus i serralada Cantàbrica (=E.glandulosum (Cav.) Willd)
- Erodium foetidum lucidum: Pirineu Central i Oriental (=Erodium lucidum Lapeyr.)
- Erodium foetidum rupestre: Montserrat, Solsonès i serres properes (=E.rupestre (Pourr. ex Cav.) Marcet )
- Erodium foetidum valentinum: P.Val. (Safor, Alt Vinalopó, Marina Baixa, Alcoià)(=E.saxatile Cav)